# Paula Ivan
Paula Ivan (20 de julio de 1963 en Heresti, Rumanía) es una exatleta rumana especialista en carreras de media distancia, que en los Juegos Olímpicos de Seúl 1988 ganó el oro en 1.500 metros y la plata en 3.000 metros.
A finales de los años 80 fue una de las mejores mediofondistas del mundo. Empezó a destacar internacionalmente en 1987, con buenas marcas en 800 m (1:57,2), 1500 m (4:01,03) y 3000 m (8:39,28). Ese año hizo el doblete en 1.500 y 3000 m en la Universiada de Zagreb.
Sin embargo su gran año sería 1988, donde en los Juegos Olímpicos de Seúl, a sus 25 años ganó la medalla de oro en los 1500 m con un tiempo de 3:53,93, la segunda mejor marca de la historia en esta distancia y superando ampliamente a las soviéticas Laima Baikauskaite (plata) y Tatyana Samolenko (bronce). En la distancia superior, los 3000 m, ganó la medalla de plata haciendo su mejor marca personal (8:27,15), por detrás de la soviética Samolenko, oro con 8:26,53.
En 1989 fue la dominadora en ambas distancias. Durante la temporada de pista cubierta ganó el oro de 1500 m en los europeos indoor, y ya en el verano fue la mejor del ranking mundial en 1500 m con 3:59,23, hechos en Niza, y del ranking de 3000 m con 8:38,48, hechos en Gateshead. 
Además el 10 de julio batió en Niza el récord mundial de la milla con un tiempo de 4:15,61.
Ese año también fue primera en los 1500 m de la Copa del Mundo disputada en Barcelona, y repitió su doblete de dos años antes en la Universiada de Duisburgo.
Pese a ser aun joven, y con una trayectoria magnífica, lo cierto es que tras este año ya no volvió a saberse nada de ella como atleta de primera línea. En la actualidad sigue teniendo los récords de Rumanía de 1500 m y de la milla.

## Marcas Personales
- 800 m. - 1:56,42 (1988)
- 1.500 m. - 3:53,96 (1988)
- Milla - 4:15,61 (1989)
- 3.000 m. - 8:27,15 (1988)

- Datos: Q236332
- Multimedia: Paula Ivan / Q236332